# Allied Joint Force Command Brunssum
L'Allied Joint Force Command Brunssum (JFC Brunssum) est un commandement militaire de l'Organisation du traité de l'Atlantique Nord (OTAN) basé à Brunssum aux Pays-Bas qui joue un rôle essentiel dans la mission de l'OTAN. Il est l'un des trois quartiers généraux de l'OTAN au niveau opérationnel, aux côtés du JFC Naples (Italie) et du JFC Norfolk (États-Unis). Le JFC Brunssum planifie, exécute et soutient les opérations militaires dans le cadre de ses missions et tâches assignées, dans le but de dissuader et de défendre contre toutes les menaces dans tous les domaines, afin de préserver la liberté, la sécurité, la souveraineté nationale et la paix des membres et partenaires de l'alliance.

## Histoire
Le JFC Brunssum a pour origine le Quartier Général des Forces Alliées en Europe Centrale (Headquarters, Allied Forces Central Europe ou AFCENT), créé en 1953 par le général Ridgeway, successeur d'Eisenhower comme commandant suprême des Forces alliées de l'OTAN, et dont le premier siège se trouve dans la ville française de Fontainebleau. Les premiers commandants en chef (Commander in Chief, Allied forces, Central Europe ou CINCCENT) en sont le maréchal Alphonse Juin (1953-1956) puis les généraux Jean Valluy (1956-1960), Maurice Challe (1960-1961), Pierre-Élie Jacquot (1961-1963) et Jean Crépin (1963-1966). 
En 1967, à la suite du retrait de la France de la structure militaire intégrée de l'OTAN en 1966, il doit quitter son siège et passe à partir de cette date sous le commandement d'un général allemand.
La fermeture des mines de charbon du Limbourg, à la suite de la découverte de grandes quantités de gaz naturel à Groningue, conduit le gouvernement néerlandais à proposer à l'OTAN d'utiliser l'ancienne infrastructure de la mine Hendrik à Brunssum. Ainsi, AFCENT déménage dans ses nouvelles installations le 15 mars 1967. Le 1er juin 1967, la cérémonie officielle d'inauguration a eu lieu à Brunssum.
Au fil des années, le siège connait des changements et des restructurations, passant de l'AFCENT au Quartier Général Régional des Forces Alliées en Europe du Nord (AFNORTH) en 2000, puis devenant le Quartier Général du Joint Force Command (JFC) Brunssum en 2004. Ces changements font partie des efforts de l'OTAN pour s'adapter aux défis de sécurité du XXIe siècle et accroître la flexibilité des commandements.
Aujourd'hui, ce quartier général joue un rôle crucial dans les commandements opérationnels de l'OTAN et est stratégiquement situé au cœur de l'Europe du Nord-Ouest, offrant un accès facile à plusieurs pays de la région.